# Elsie Naumburg
Elsie Margaret Binger Naumburg (1880 – 1953) è stata un'ornitologa statunitense.

## Biografia
Elsie Naumburg nacque a New York da famiglia ebrea; figlia di Frances Newgass e Gustav Binger, aveva tre fratelli: Robert, Walter D. Carl. Frequenta le università di Francoforte e Monaco di Baviera e collabora con Carl Eduard Hellmayr per diversi anni. Tornata negli Stati Uniti, si unì allo staff del Bird Department presso l'American Museum of Natural History, sotto la direzione di Frank Chapman. Si specializza in uccelli dell'America meridionale.
L'opera più importante della Naumburg si incentrò sui volatili del Mato Grosso e si basò su collezioni fatte da George Kruck Cherrie durante la spedizione scientifica guidata dal futuro presidente statunitense Theodore Roosevelt e Costandido Rondon.
Sposò Victor Reichenberger nel 1908 e pubblicò alcuni suoi lavori con il cognome del consorte. Reichenberger morì nel 1913 e dieci anni dopo la Naumburg convolò in seconde nozze con Walter W. Naumburg.

## Opere
- "Gazetteer and Maps Showing Collecting Stations Visited by Emil Kaempfer in Eastern Brazil and Paraguay" Bulletin of the American Museum of Natural History, Volume 68, Art. 6, pp. 449-469 (1935).
- "The birds of Matto Grosso, Brazil. A report on the birds secured by the Roosevelt-Rondon expedition" New York (1930).
- "Studies of Birds from Eastern Brazil and Paraguay, Based on a Collection Made by Emil Kaempfer" Bulletin of the American Museum of Natural History, Volume 74, Art. 3: 139-205 (1937).
- "Studies of Birds from Eastern Brazil and Paraguay, Based on a Collection Made by Emil Kaempfer (Concluding part of the study of the Formicariidae)" Bulletin of the American Museum of Natural History, Volume 76, Art. 6: 231-276 (1939).